# Бертран, Марианна
Марианна Бертран (фр. Marianne Bertrand, родилась ок. 1970 г.) — бельгийский экономист, в настоящее время занимает должность профессора экономики в Школе бизнеса им. Бута Чикагского университета. Бертран принадлежит к ведущим мировым экономистам в сфере труда с точки зрения исследований, была удостоена исследовательской премии Элейн Беннетт (2004) и премии Шервина Розена (2012) за выдающийся вклад в области экономики труда. Она является научным сотрудником Национального бюро экономических исследований и Института экономики труда IZA.

## Биография
Марианна Бертран получила степень бакалавра по экономике и степень магистра наук по эконометрике в Свободном университете Брюсселя (1991—1992). Позднее она защитила докторскую диссертацию по экономике в Гарвардском университете. В 1998 году она становится доцентом кафедры экономики и связей с общественностью в Школе общественных и международных отношений Вудро Вильсона Принстонского университета, а в 2000 году Марианна переходит в Школу бизнеса Бута Чикагского университета. В дополнение к своей академической должности Бертран поддерживает связи с Abdul Latif Jameel Poverty Action Lab, где она является членом Совета директоров и, в настоящее время, сопредседателем сектора рынков труда J-PAL, Фонда Рассела Сейджа, IZA. , NBER и CEPR. В Чикаго она работала директором факультета в лаборатории инклюзивной экономики городских лабораторий университета, а также в Центре инноваций в социальном секторе Чикаго Бута, который является центром социального воздействия Бута. Так же она была редактором в American Economic Review, Quarterly Journal of Economics, American Economic Journal: Applied Economics, Economic Journal и Journal of the European Economic Association.
Исследовательские интересы Марианны Бертран включают экономику труда, корпоративное управление и экономику развития. Её соратником в исследованиях и экономических экспериментах часто выступал Сендхил Муллайнатан, который являлся также и соавтором многих общих трудов. Согласно IDEAS / RePEc, Бертран в сентябре 2018 года по результатам исследований занимала 157 место среди 54 233 зарегистрированных экономистов и 5-е место среди 10 406 женщин-экономистов.

### Исследования по экономике труда, дискриминации и гендерному разрыву
Одним из ключевых направлений исследований Бертран является экономика труда, в частности расовая и гендерная дискриминация. Бертран и Сендхил Муллайнатан в своих исследованиях обнаружили, что введение законодательства о борьбе с поглощением, которое в некоторой степени защищает компании от конкуренции, в 1980-х годах повысило заработную плату на 1-2 %, таким образом предполагая, что менеджеры имеют некоторую свободу действий в установлении заработной платы. В этом эксперименте исследователи манипулируют предполагаемой расой в фиктивных резюме, отправленных в ответ на объявления о найме, используя афро-американские или кавказские имена, и наблюдают, что «белые имена» получают на 50 % больше обратных вызовов для собеседований, этот феномен был применим к профессиям, отраслям, размерам компаний и контролю над социальным классом. В связи с этим Бертран, Муллайнатан и Долли Чью утверждали, что существует неявная дискриминация, которая — в отличие от дискриминации на основе предпочтений или статистической информации — является непреднамеренной и о которой дискриминатор не знает. В другом исследовании расовой дискриминации Бертран, Муллайнатан и Дэвид Абрамс обнаружили, что судьи в Иллинойсе различаются по степени влияния расы на вынесение приговора, с меньшим разрывом между показателями тюремного заключения белых и афроамериканцев для афроамериканских судей и судей, других рас. Количество приговоров о лишении свободы также непропорционально велико относительно факта, что афроамериканцы приговариваются к тюремному заключению намного чаще нежели представители «белой расы».
При изучении влияния регулирования создания рабочих мест во Франции с Фрэнсисом Крамарцем, Бертран обнаружила, что попытки региональных советов по расширению розничных магазинов или сдерживанию их создания, приводят к увеличению концентрации розничных торговцев и замедлили рост занятости. В другом исследовании влияния инфраотраслевой конкуренции на заработную плату Бертран обнаруживает, что рост импортной конкуренции делает заработную плату работников более чувствительной к текущему уровню безработицы и менее чувствительной к уровню безработицы, который преобладал на момент их приема на работу, что позволяет предположить что импортная конкуренция может разрушить потенциальные контракты между работодателями и их работниками.
Анализируя гендерный разрыв с Кевином Хэллоком, Бертран отмечает, что в 1992—1997 годах только 2,5 % высших руководителей американских компаний были женщинами и что они зарабатывали в среднем на 45 % меньше мужчин, причем до 75 % этого разрыва объяснялись различиями размеров управляемых фирм, а также меньшей вероятностью женщин занять пост генерального директора, председателя или президента, хотя участие женщин на высших руководящих должностях почти утроилось за этот период. Тем не менее, Бертран и Хэллок подчеркивают, что нельзя исключать гендерную дискриминацию через сегрегацию или неравное продвижение по службе. Продолжая изучать проблему гендерного разрыва в оплате труда с Клаудией Голдин и Лоуренсом Кацем, Бертран обнаруживает, что, хотя заработки мужчин и женщин со степенью магистра делового администрирования почти идентичны в начале их карьеры, десять лет спустя заработки мужчин оказываются выше почти на 60 пунктов. Большая часть разрыва объясняется различиями в обучении перед MBA, перерывами в карьере и недельными часами, причем последние два в основном связаны с материнством. Ещё одним важным кладом Бертран в роль гендера на рынке труда в 2011 году стала написанная ею глава в Справочнике по экономике труда, в которой рассматривается потенциал психологических и социально-психологических факторов в объяснении гендерных различий в ситуации на рынке труда. Совсем недавно, в исследовании с Эмиром Каменикой и Джессикой Пэн, Бертран усмотрела тот факт, что вклад жены в семейный бюджет имеет тенденцию к снижению, после достижения 50 %, что она приписывает гендерным нормам, которые не позволяют мужу зарабатывать меньше, чем его жена. Это влияет на формирование браков, участие жён в трудовой деятельности и их доход в зависимости от работы, удовлетворенностью браком, уровень разводов и разделение домашних обязанностей. В связи с этим, Бертран и Пан также исследовали гендерный разрыв в разрушительном поведении, обнаружив, что склонность мальчиков к такому поведению, в отличие от девочек, кажется более частой и требующей родительского вмешательства, что значительно заметнее в неполных семьях.
Ещё одно интересное исследование, относительно гендерного разрыва, было проведено в Норвегии и касалось влияния квот на женскую рабочую силу. В его ходе выяснилось, что после принятия закона о «представительстве женщин на заседаниях совета директоров не менее 40 %», это не оказало значительного воздействия на широкие массы населения. Они обнаружили, что от этого законопроекта больше всего выиграли молодые выпускники бизнес-школ, которые были женщинами. По прошествии семи лет общий вывод заключался в том, что этот закон оказал минимальное влияние на общество женщин в целом, за исключением тех, кто действительно был в совете директоров.

### Исследования в области корпоративного управления, семейных фирм и финансов
Ещё одна важная область исследований Бертрана — корпоративное управление. Вместе с Муллайнатаном Бертран исследовали факторы, определяющие размер оплаты труда генерального директора, противопоставляя контрактную точку зрения — акционеры заключают контракты с генеральным директором таким образом, чтобы ограничить моральный риск (с оценкой скимминга). Генеральные директора устанавливают свою собственную зарплату, манипулируя комитетом по вознаграждениям, чтобы получать максимально возможную оплату. В соответствии с оценкой скимминга, они обнаруживают, что оплата генерального директора зависит от профессионализма и умения выходить из трудных ситуаций, которые объективно находятся вне их контроля, так и событий, которые они контролируют. Как правило, чувствительность данных моментов выше в компаниях с плохим корпоративным управлением. Также Бертран и Муллайнатан обнаруживают: чем большее количество управленческих фирм защищено от конкуренции, например законы против захвата, тем больше растет заработная плата, а производительность и рентабельность падают. Они предполагают что это возможно из-за уменьшения разрушения старых и создания новых предприятий, а менеджеры могут предпочесть стабильность строительству империи. Вместе с Антуанетт Шоар Бертран исследовала влияние менеджеров на политику фирм в США, обнаружив, что большая доля различий между инвестиционными, финансовыми и организационными практиками фирм обусловлена различиями в их менеджерах и, что более важно, в их менеджменте. Старшие менеджеры обычно более консервативны, а менеджеры со степенью MBA, как правило, более агрессивны с точки зрения корпоративных решений. В работе с Шоар и Дэвидом Тесмаром Бертран отмечает, что после дерегулирования банковской системы во Франции в 1985 году банки стали менее охотно помогать фирмам с плохой производительностью, а фирмы, более зависимые от банков, стали более склонными к реструктуризации с ростом количества рабочих мест, а также перераспределению активов. Более высокая эффективность распределения и менее концентрированный банковский сектор — наблюдение в соответствии с шумпетерианскими процессами созидательного разрушения. Наконец, вместе с Адэром Морзе, Бертран удается сократить использование дорогостоящих ссуд до зарплаты на 11 % за четырёхмесячный период, заставляя заемщиков задуматься о долларовых комиссиях, возникающих из-за пролонгации ссуд, предлагая варианты, чтобы исправить заимствования до зарплаты.
Бертран и Шоар также провели исследование роли семьи для семейных предприятий, обнаружив, что семейные ценности, как правило, связаны с более низким экономическим развитием, хотя большее количество семейных фирм со временем остаются довольно стабильны, мало реагируют к экономическим изменениям. В ходе исследований по этой теме в Таиланде с Саймоном Джонсоном и Крислерт Самфантарак, Бертран и Шоар выяснили, что участие семьи во владении семейным бизнесом увеличивает размер семьи, хотя эффективность фирмы снижается по мере того, как в неё вовлекаются сыновья основателей, но при этом, опасаясь ослабления собственности и контроля над бизнес-группой, потомки пытаются вывести ресурсы из фирм группы. Эти результаты совпадают с более ранним исследованием бизнес-групп в Индии Бертрана и Муллайнатана, которое выявило значительные объёмы туннелирования, особенно через не операционные компоненты прибыли.

### Исследования по экономике развития
Третья область исследований Бертрана касается экономики развития. Одним из наиболее важных вкладов Бертран в эту область является развитие (вместе с Муллайнатаном и Эльдаром Шафиром) взгляда на бедность, который не подчеркивает ни роли культуры бедности, ни значительных различий между психологией и взглядами бедных и богатых людей. Он скорее подчеркивает, что экономические последствия общих предубеждений непропорционально велики для бедных именно потому, что они бедны и, следовательно, не имеют права на ошибку. Таким образом, они выступают за использование идей поведенческой экономики и маркетинга, чтобы помочь бедным людям принимать решения, например упрощая участие в программах, нацеленных на бедных, и вкладывая средства в маркетинг этих программ для увеличения их охвата. Вместе с Муллайнатаном и Дугласом Миллером Бертран изучила распределение ресурсов в больших семьях после пенсионной программы в Южной Африке, обнаружив, что количество предложений на рынке труда для лиц преклонного возраста резко сократится, когда пожилые члены семьи получат право на пенсию.
В Индии Бертран, Муллайнатан, Симеон Джанков и Рема Ханна изучают коррупцию, используя получение водительских прав: незаконное получение прав в основном осуществляется с использованием частных посредников для дачи взяток, чтобы им не пришлось сдавать экзамен по вождению. Наконец, совсем недавно Бертран участвовала в оценке программ условных денежных переводов, в ходе исследования было выявлено, что отсрочка переводов родителям до повторного зачисления и стимулирование окончания учёбы и зачисления в высшие учебные заведения увеличивают показатели зачисления в среднюю и третичную ступени.
Ещё одно интересное исследование, которое она провела в области экономики развития, касалось маркетинга в помощь малоимущим в принятии решений. В этой статье она изучает аспекты принятия экономических решений, касающихся жизни бедных, и то, как на них влияет эффективный маркетинг.

### Прочие исследования
Другие темы исследования Бертрана включают эконометрическую методологию, культуру благосостояния, рекламу, лоббизм и постепенное потребление:
Из-за корреляции между ошибками измерения субъективных данных и многими личными характеристиками и поведением субъективные данные не являются хорошими зависимыми переменными, хотя они могут быть полезны в качестве объясняющих переменных (с Mullainathan).
Стандартные ошибки исследования, применяющего оценку разницы в оценке различий к временным рядам или панельным данным с последовательно коррелированными результатами, вероятно, будут занижать реальные стандартные ошибки, если такая автокорреляция не будет учтена (с Mullainathan и Esther Duflo).
Окружение другими людьми, говорящими на том же языке, увеличивает участие в социальной помощи больше для тех, кто находится в этих языковых группах с высоким уровнем благосостояния (с Эрзо Люттмером и Муллайнатаном).
Использование лоббизма в США не подтверждает точку зрения экспертов, согласно которой лоббизм предоставляет политикам экспертные знания по конкретным вопросам в качестве единственного объяснения лоббизма. Вместо этого предполагает, что лоббисты сосредоточены на развитии «круга влияния», в котором они представляют особые интересы своих клиентов (с Матильдой Бомбардини и Франческо Требби).
Доля доходов небогатых домохозяйств, потраченных на потребление, особенно в отношении видимых товаров и услуг, увеличивается из-за их подверженности более высоким доходам и потреблению, что предполагает роль заметного потребления в отношении неравенства (с Адэром Морзе).
Стоимость политических связей (совместно с Фрэнсисом Крамарцем и Дэвидом Тесмаром).

## Награды и гранты
Премия семьи Яна Седерберга в области экономики и управления
Исследовательская премия Элейн Беннетт
Приз Brattle Group
Стипендия Американской академии искусств и наук
Премия Джона Т. Данлопа выдающимся ученым
Почетный доктор Женевского университета, 2016 г.
Почетный доктор, Свободный университет Брюсселя, 2016.
Грант Национального бюро экономических исследований на исследования некоммерческих организаций, 1999 г.
Грант Citigroup на исследования в области поведенческих наук, 1997—1998 гг.